# Grupo de gauge (matemáticas)
Un grupo de gauge (también conocido como grupo de paso, grupo de calibre o grupo gauge) es un grupo de simetrías de gauge del campo de Yang-Mills de conexiones en un fibrado principal. Dado un paquete principal {\displaystyle P\to X} con una estructura de grupo de Lie {\displaystyle G}, un grupo de pasos se define como un grupo de sus automorfismos verticales. Este grupo es isomorfo al grupo {\displaystyle G(X)} de secciones globales del grupo asociado {\displaystyle {\widetilde {P}}\to X}, cuya fibra típica es un grupo {\displaystyle G} que actúa sobre sí mismo por la representación adjunta. El elemento de la unidad de {\displaystyle G(X)} es una sección constante de valores unitarios {\displaystyle g(x)=1} de {\displaystyle {\widetilde {P}}\to X}.
Al mismo tiempo, la teoría de norma gravitacional ejemplifica la teoría de campos covariantes clásica en un marco de haces principal cuyas simetrías de paso son transformaciones covariantes generales que no son elementos de un grupo de indicadores.
Se debe enfatizar que, en la literatura física sobre teoría de campo de gauge, un grupo de estructura de un haz principal a menudo se denomina grupo de gauge.
En teoría cuántica de gauge, se considera un subgrupo normal {\displaystyle G^{0}(X)} de un grupo de pasos {\displaystyle G(X)} que es el estabilizador
{\displaystyle G^{0}(X)=\{g(x)\in G(X)\quad :\quad g(x_{0})=1\in {\widetilde {P}}_{x_{0}}\}}
de algún punto {\displaystyle 1\in {\widetilde {P}}_{x_{0}}} de un grupo de haces {\displaystyle {\widetilde {P}}\to X}. Se llama grupo de indicadores puntuales. Este grupo actúa libremente en un espacio de conexiones principales. Obviamente, {\displaystyle G(X)/G^{0}(X)=G}. También se presenta el "{\displaystyle {\overline {G}}(X)=G(X)/Z} del grupo de indicadores efectivo", donde {\displaystyle Z} es el centro de un grupo de indicadores {\displaystyle G(X)}. Este grupo {\displaystyle {\overline {G}}(X)} actúa libremente en un espacio de conexiones principales irreducibles.
Si un grupo de estructura {\displaystyle G} es un grupo matricial semisimple complejo, se puede introducir el espacio de Sóbolev {\displaystyle {\overline {G}}_{k}(X)} de un grupo de gauge {\displaystyle G(X)}. Es un grupo de Lie. Un punto clave es que la acción de {\displaystyle {\overline {G}}_{k}(X)} en una terminación de Sóbolev {\displaystyle A_{k}} de un espacio de conexiones principales es suave, y que un espacio de órbita {\displaystyle A_{k}/{\overline {G}}_{k}(X)} es un espacio de Hilbert. Es un configuración espacial de la teoría de la medida cuántica.